# ويليام جارنر ساذرلاند
ويليام جارنر ساذرلاند (بالإنجليزية: William Garner Sutherland)‏ هو طبيب أمريكي، ولد في 1873 في مقاطعة بورتاغ في الولايات المتحدة، وتوفي في 1954 في ويسكونسن في الولايات المتحدة.